# Rhynchomys mingan
Rhynchomys mingan — вид землерийкоподібних гризунів з підродини мишевих. Його було виявлено на висоті понад 1450 м на горі Мінган у центральній частині Сьєрра-Мадре Лусона на Філіппінах і описано в 2019 році.